# Större vedgeting
Större vedgeting (Symmorphus murarius) är en stekelart som först beskrevs av Carl von Linné 1758. Enligt Catalogue of Life ingår större vedgeting i släktet vedgetingar och familjen Eumenidae, men enligt Dyntaxa är tillhörigheten istället släktet vedgetingar och familjen getingar. Enligt den finländska rödlistan är arten akut hotad i Finland. Enligt den svenska rödlistan är arten sårbar i Sverige. Arten förekommer på Gotland, Öland, Götaland och Svealand. Arten har tidigare förekommit i Nedre Norrland men är numera lokalt utdöd. Artens livsmiljö är kulturmarker och andra av människan skapade miljöer. Utöver nominatformen finns också underarten S. m. nidulator.